# Абхазское царство
Абха́зское ца́рство (абх. Аԥсны аҳра, груз. აფხაზეთის სამეფო) — средневековое государственное образование на территории Западного Закавказья, с первоначальной столицей в Анакопии, а с 806 года — в Кутаиси.
Государство возникло на рубеже 786—787 годов в результате провозглашения независимости от Византии при поддержке Хазарского каганата. Первым царём стал Леон II, представитель местной династии, происходивший из рода Анчабадзе; он вступил в брак с хазарской княжной и перенёс столицу в Кутаиси.
Период наивысшего расцвета Абхазского царства приходится на 850–950 годы. В этот период под властью абхазских царей находилась практически вся Западная Грузия, а также часть Восточной Грузии, включая Кахетию и северные области Тао-Кларджети.
Валюта — Монеты абхазского царства.
Согласно данным «Большой российской энциклопедии», с середины X века политическое влияние Абхазского царства стало ослабевать, и в 975 году оно фактически вошло в состав объединённого Грузинского царства.
В 978 году престол занял Баграт III, сын царя Картли Гургена и абхазской царевны Гурандухт, сестры абхазского царя Феодосия III. После смерти отца в 1008 году он унаследовал Картли и объединил его с Абхазией, что ознаменовало создание единого Грузинского царства.

## Название
Абхазское царство употребляется только в ранних грузинских источниках, тогда как византийцы вплоть до X века рассматривали Абазгию—Абхазию (др.-греч. Ἀβασγία) в качестве своего вассального княжества, хотя контроль над событиями в нём официальный Константинополь утратил в конце VIII века.
Анчабадзе З. В. отмечал, что с 770-х годов, в связи с образованием Абхазского государства (сначала княжества, а затем царства), термин «Абхазия» постепенно расширяет своё значение на всю территорию Западной Грузии и употребляется наряду с термином «Эгриси», которые заменяются впоследствии новым термином «Имерети», возникшим приблизительно в XII в. Анчабадзе З. В. также говорит о постепенном расширении понятия «абхазы» от определенной этнической общности (племени и небольшой народности абазгов, а затем единой абхазской народности) до собирательного термина, обозначавшего всё многоэтническое население Западной Грузии.

## История

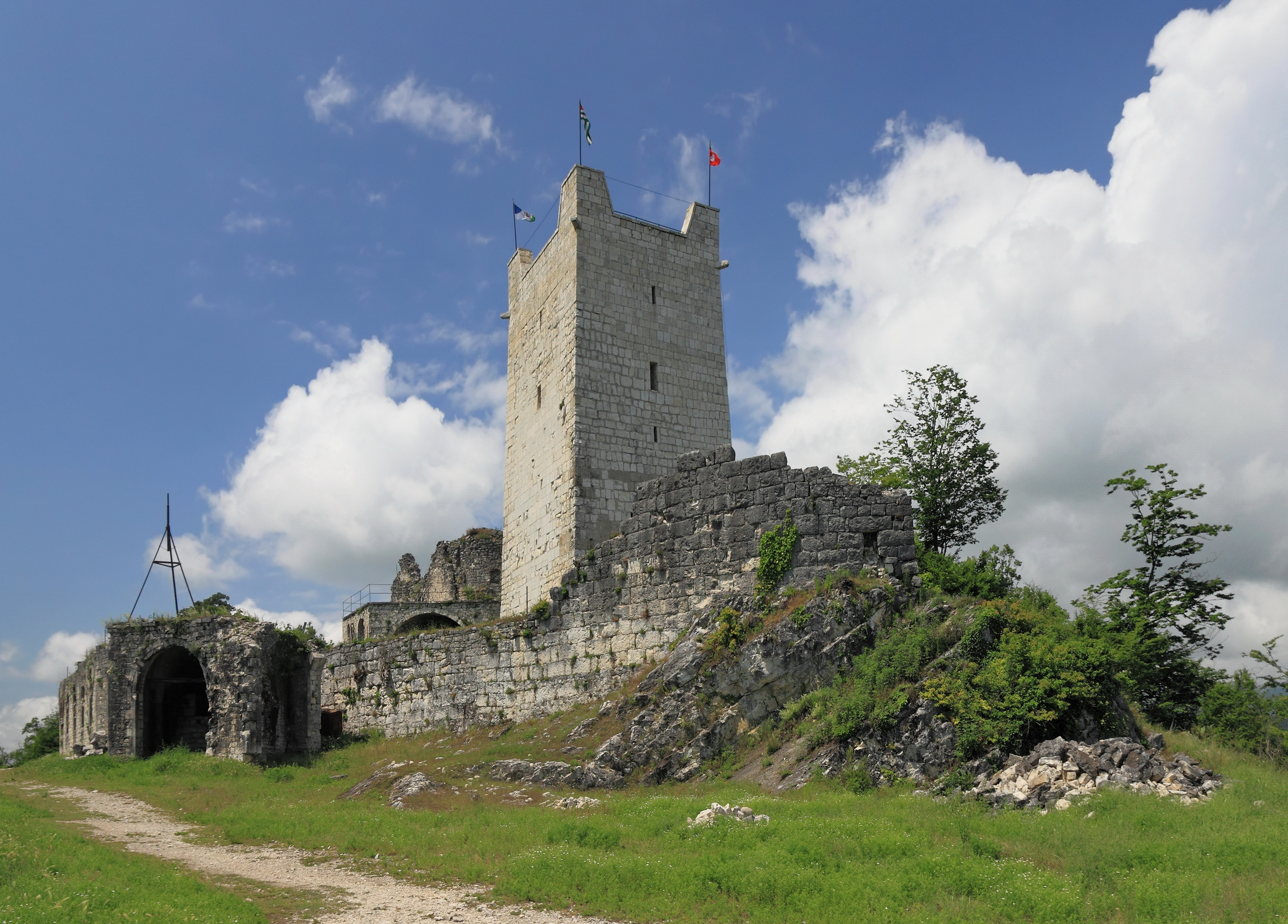
Руины Анакопийской крепости

В VII веке Византия отторгла Абазгию от Лазики (Эгриси) и передала ей часть земель западных апшилов, санигов и мисимиан. Центром региона была крепость Анакопия.
Согласно «Грузинским летописям», арабский генерал Мурван-Кру («Мурван Глухой») вторгся в Абхазию (куда бежали грузинские цари Мир и Арчил). Дизентерия и наводнения в сочетании с нападениями грузин и абхазов нанесли огромные потери его армии и заставили его отступить. В конце VIII века, воспользовавшись внутренними потрясениями в империи, абазги освободились от власти Византии, с того времени власть в регионе перешла к местным династии Анчабадзе, который в конце VIII века приняли титул «царя Абхазии». Интересы и задачи общегрузинской политики с самого начала побудили их избрать своей резиденцией Кутаиси. Согласно К. Туманову, в 790-х годах царь Леон II «…отвоевал всю Западную Грузию или Лазику из-под имперского контроля после распада Лазской монархии и основал новую западно-грузинскую монархию…». Согласно грузинским летописям, Леон разделил своё царство на восемь княжеств: собственно Абхазию, Цхуми, Бедию, Гурию, Рачу и Лечхуми, Сванетия, Аргвети и Кутаиси. После обретения государственной независимости главной проблемой стал вопрос о независимости церкви. В начале IX века Абхазская церковь отделилась от Константинополя и признала авторитет мцхетского католикоса; язык церкви в Абхазии сменился с греческого на грузинский, поскольку византийская власть уменьшилась, а доктринальные различия исчезли.
В 904 абхазский царь Константин стремительно аннексирует некоторые районы Картли, но его берут в плен войска армяно-картлийской (также «армяно-тайской», так как Адарнасе был правителем Тао), каолиции которые вошли в регион. После этого союзник картлийского царя, более значимый армянский правитель, отпускает царя Абхазии, заключает договор с Константином для борьбы с арабами и уступает ему Картли.
В 914 в Картли вступают арабы, их войска преследуют Адарнасе и он вынужден укрыться в Тао-Кларджети, вскоре вышеупомянутый признает себя вассалом абхазского царя, это только укрепило положение Константина и позволило ему дальше проводить экспансию на восток.
В ~915 Константин заключает союз с кахетинским царем Квирке I, тот провозглашает себя вассалом абхазов, союзники устраивают поход на дальную восточную область Эрети и овладевают значимыми крепостями.
Дело Константина продолжает Георгий, он завоевывает Кахети в 930-х, местный правитель поднимает восстание, сын Георгия новый царь Леон захватывает Базалети, Мухнари и Херки, вновь возвращая эту область.
К середине X в. Абхазское царство достигло наибольшего расширения своих границ: оно охватывало всю Западную и значительную часть Восточной Грузии, а на севере простёрлось вдоль черноморского побережья вплоть до района современной Анапы. В Нижней Картли оно дошло до города Самшвилде, а также покорило южную часть Тао-Кларджети. Ослабление Абхазского царства произошло в эпоху правления Димитрия III (967—975).

## Формирование единого Грузинского царства

Объединение с Тао-Кларджети в 1000 г.

Важный аргумент о приоритете Абхазского царства в политическом объединении Грузии был косвенно сформулирован ещё Г. А. Меликишвили. В титулатуре царей объединённой Грузии именно упоминание Абхазии всегда занимало первое место, а цари объединённого Грузинского царства часто именуются только «царями абхазов». Таким образом, сами грузинские цари в собственной титулатуре подчёркивали своё абхазское происхождение и первенствующее положение Абхазии среди своих владений, абхазами же они выглядели и для их непосредственных соседей — армян и арабов, без какого-либо пренебрежения именующих так грузинских царей в своих исторических сочинениях. Кроме того, именно по заказу Баграта III был составлен «Диван абхазских царей», призванный зафиксировать историческую память Абхазского царства от легендарного Аноса до самого Баграта, который в заключение текста представляет себя именно царём Абхазии и законным наследником абхазских царей по материнской линии. Немаловажно и то. что именно столица Абхазского царства — город Кутаиси, стал столицей объединённого Грузинского царства, и именно здесь Баграт III возводит новый собор общегрузинской державы — храм Баграта, освящённый в 1003 г. Вдобавок ко всему этому, показательно, что вопреки устоявшемуся среди Тао-Кларджетских Багратидов принципу имя наречения наследников, Баграт III называет своего сына-наследника именем Георгий (то есть, в честь своего деда по матери, абхазского царя Георгия), совершенно неизвестным среди Багратидов, демонстративно и окончательно обозначая свою будущую династию как преемницу абхазских царей, а не тао-кларджетских Багратидов.
Согласно К. Д. Кудрявцева, с периода начало правления Баграт III "вплоть до XIII века, т.е до «золотого века Грузии» Багратиды именуют себя «царями абхазов и картлов», «царями абхазов и грузин», «царями абхазов, картлов, ранцев и кахетинцев» и т. д.. В литературе само царство также называется по разному: «царство абхазов и картвелов», «Царство Багратидов», «абхазо-картлийское царство».

## Население

### Демография
B Абхазском царстве основу населения составляли абхазы,мегрелы, сваны и адыги. Согласно З. В. Анчабадзе грузинские племена составляли значительное большинство.
З. В. Анчабадзе, ссылаясь на С. Джанашиа, отмечал, что уже «…с начала IX в. (если не раньше) в Абхазском царстве языком книжной культуры царской канцелярии и церкви является грузинский язык». Сам З. В. Анчабадзе утверждал, что в X в. грузинский язык на территории Абхазского царства является уже господствующим, вытеснив греческий язык, употреблявшийся в западногрузинской церкви в предшествующий период. Также З. В. Анчабадзе отмечал, что в X веке в этом регионе грузином («картли») называли всякого, «…кто слушает богослужение на грузинском языке (на Кавказе или по соседству с ним). Такое понимание термина „грузин“ вовсе не исключало этническую индивидуальность того или иного „грузина халкедонита“, негрузина по своей национальной принадлежности, скажем, — абхаза, адыга, осетина или двала. Распространение грузинского языка в западной части Северного Кавказа было связано с проникновением христианства на Северный Кавказ из Абхазии (например, в начале X в. среди алан)…» З. В. Анчабадзе утверждал о ведущей части в Абхазском царстве картвельского элемента как по населению, так и по территории, а также о постепенном всеобщем распространении грузинского языка в качестве основного языка письменности и культуры в нём. Бгажба Х. С. отмечает: «Приблизительно с конца IX века начинается распространение грузинской письменности в Абхазии, как и вообще в Западной Грузии, где до этого времени письменность и церковный язык были греческими. Но несмотря на это, греческие надписи встречаются и гораздо позже на стенах старинных церквей, на надгробных плитах и пр».

## Правители
Большинство абхазских царей, за исключением Иоанна и Адарнасе Шавлиани, происходят из династии Абазгии. Их династическое название согласно разных авторов, в том числе К. Туманова было Анчабадзе.
Нумерация абхазских царей идёт с учётом нумерации абхазских князей. напр., Константин I и Константин II имели титулы князей, а Константин III — титул царя.
| Имя                  | Годы       | Династия               |
| -------------------- | ---------- | ---------------------- |
| 1. Леон II           | 780 — 828  | Анчабадзе              |
| 2. Феодосий II       | 828 — 855  | Анчабадзе              |
| 3. Деметрий II       | 855 — 864  | Анчабадзе              |
| 4. Георгий I         | 864 — 871  | Анчабадзе              |
| 5. Иоанн (узурпатор) | 871 — 873  | Шавлиани               |
| 6. Адарнасе          | 887 — 893  | Шавлиани               |
| 8. Баграт I          | 882 — 894  | Анчабадзе              |
| 9. Константин III    | 894 — 923  | Анчабадзе              |
| 10. Георгий II       | 923 — 957  | Анчабадзе              |
| 11. Леон III         | 957 — 967  | Анчабадзе              |
| 12. Деметрий III     | 967 — 975  | Анчабадзе              |
| 13. Феодосий III     | 975 — 978  | Анчабадзе              |
| 14. Баграт II        | 978 — 1008 | Багратиони (Багратиды) |

В 978 году престол перешёл к Баграту III, сыну Гургена, царя Картли/Иберии, и Гурандухта, сестры Феодосия.
Преемники Баграта II (III) являлись царями объединённой Грузии, поэтому не указаны в этом списке.

## Архитектура
В начальный период существования Абхазского царства в церковном зодчестве на территории собственно Абхазии чувствовалось ещё сильное влияние византийских архитектурных канонов (например, храм Симона Кананита в Новом Афоне, построенный в IX — начале Х вв). З. В. Анчабадзе отмечает, что «в целом памятники, возводящиеся в Абхазском царстве принимают облик, характерный для грузинского архитектурного стиля той эпохи», приводя в пример построенный Георгием II кафедральный храм в Мартвили (в Мегрелии) и храм в Кумурдо (в Джавахетии). Также, ссылаясь на Н. П. Северова, он выделяет церковь в Мокви, облик которой сближается с памятниками Киевской Руси, в частности, имеет сходство с планом знаменитого Софийского собора в Киеве, построенного значительно позднее (в 1037 году), также в византийском стиле.